# Карші
Карші́ (узб. Qarshi, Қарши, перс. نخشب, Naxšab, у 1926—1937 роках — Бек-Буді) — місто в Узбекистані, адміністративний центр Кашкадар'їнської області.

## Географія
Розташований в центрі Каршинської оази, на річці Кашкадар'я поруч з височиною Кунгуртау, біля підніжжя гір західного Паміру.

### Клімат
Місто знаходиться у зоні, котра характеризується кліматом тропічних степів. Найтепліший місяць — липень із середньою температурою 29 °C (84,2 °F). Найхолодніший місяць — січень, із середньою температурою 2,9 °C (37,2 °F).
| Клімат Карші            | Клімат Карші | Клімат Карші | Клімат Карші | Клімат Карші | Клімат Карші | Клімат Карші | Клімат Карші | Клімат Карші | Клімат Карші | Клімат Карші | Клімат Карші | Клімат Карші | Клімат Карші |
| Показник                | Січ.         | Лют.         | Бер.         | Квіт.        | Трав.        | Черв.        | Лип.         | Серп.        | Вер.         | Жовт.        | Лист.        | Груд.        | Рік          |
| Середня температура, °C | 2,9          | 4,9          | 10,7         | 17,5         | 22,8         | 27,2         | 29           | 26,6         | 21,6         | 15,1         | 9,8          | 5,4          | 16,1         |
| Норма опадів, мм        | 29.8         | 24.9         | 46.7         | 39.1         | 16.2         | 1.3          | 0.6          | 0.1          | 0.7          | 7.4          | 13.7         | 26.6         | 207.1        |
| Днів з опадами          | 8,3          | 8,3          | 10,1         | 8,3          | 4,7          | 0,8          | 0,5          | 0,1          | 0,6          | 3,4          | 5            | 7,4          | 57,5         |
| Вологість повітря, %    | 70.9         | 67.9         | 62.1         | 55.9         | 43.7         | 34.1         | 35.1         | 36.8         | 41.5         | 52.4         | 61.8         | 69.9         | 52.7         |
| ----------------------- | ------------ | ------------ | ------------ | ------------ | ------------ | ------------ | ------------ | ------------ | ------------ | ------------ | ------------ | ------------ | ------------ |
| Джерело: Weatherbase    |              |              |              |              |              |              |              |              |              |              |              |              |              |

## Історія
Карші виник до нашої ери на стародавньому караванному шляху з Самарканда і Бухари до Афганістану, Індії. Місто знамените своїми стародавніми пам'ятниками історії, це мечеть «Кукгумбаз», мечеть Ходжі Убайд Джарроха, Каршинська фортеця тощо.
2005 року в Узбекистані відзначали 2700-річний ювілей міста Карші. Впродовж століть жителі міста займалися обробкою виляску, торгівлею, виробництвом килимів (килимарство), які розходилися по всьому світу.

## Економіка
Залізничний вузол. Легка (бавовноочищувальна, текстильна, швейна), харчовосмакова промисловість (у тому числі олійноекстракційна); виробництво будматеріалів.